# Louis Akin
Œuvres principales
- ...und der Hindin wachsen Klauen
- Chant pour Manou

Louis Akin (né le 1er novembre 1927 à Abidjan et décédé le 31 mars 2004 dans cette même ville) est un romancier, poète, réalisateur, metteur en scène, chorégraphe, opposant politique et militant anticolonialiste ivoirien. Formé en France puis en Allemagne, il s'oppose au résultat du référendum constitutionnel français de septembre 1958 dans son pays d'origine, et s'exile volontairement en Guinée, avec l'ambition d'y exprimer plus librement ses opinions panafricanistes et indépendantistes.
Proche de Fodéba Kéïta et d'Ahmed Sékou Touré, Louis Akin a été un acteur important des cultures ivoirienne et guinéenne, avant d'être membre de plusieurs organisations internationales consacrées à la danse et au chant en Afrique et dans le monde. Sa dénonciation des injustices coloniales dans les romans Bolaô et La Sueur des hommes lui a valu, malgré la censure, d'être comparé à Ousmane Sembène par la critique allemande et anglophone.
Pionnier du roman ivoirien avec Bernard Dadié, Aké Loba, Ahmadou Kourouma et Anoma Kanié, il devient, en 1953, le premier romancier ivoirien à être intégralement publié dans une langue européenne. Bolaô et La Sueur des hommes sont toujours inédits en français, langue dans laquelle Louis Akin a également publié deux volumes de poésie, dont un à titre posthume.

## Biographie

### Jeunesse et études
Issu de l'ethnie ébrié, Louis Akin naît dans la commune de Cocody, à Abidjan. Il étudie chez les catholiques de la Mission Saint-Paul du Plateau, avant de rejoindre l'École Primaire Supérieure de Bingerville. En 1946, admis au lycée d'Hyères, il prend la route de Bamako, au Mali. En 1948, Akin se rend à Paris, où il suit les cours d'art dramatique de Jean-Marie Serreau au Théâtre de Babylone. C'est à cette époque qu'il fonde, aux côtés du guinéen Fodéba Kéïta, dont il était un ami proche, les Ballets Africains, en 1950. Il rencontre et développe des amitiés durables avec de nombreuses personnalités, plus tard associées au nationalisme culturel et politique africains, tels que le cap-verdien Aristides Pereira, le bissao-guinéen Luís Cabral, ou encore le sénégalais Cheikh Anta Diop.

### Éveil politique et entrée en littérature
Louis Akin compose ses premières œuvres alors que la répression coloniale atteint de plein fouet les militants du Rassemblement Démocratique Africain (RDA) sur le territoire ivoirien. Plusieurs des principaux dirigeants du parti sont emprisonnés à Grand-Bassam depuis février 1949, et les massacres à l'endroit des populations insurgées se multiplient. Il achève en 1951 un premier récit, Bolaô, puis écrit un roman anticolonialiste, La Sueur des hommes, directement inspiré de la tragédie de Dimbokro, qui a fait une cinquantaine de morts et plusieurs blessés. Auteur gênant, ses manuscrits auraient été confisqués par la police française. Interdit de parution sur l'ensemble du territoire français, il rejoint Berlin, en Allemagne, où il étudie à l'Institut cinématographique de Babelsberg entre 1951 et 1953. Durant sa période allemande, Louis Akin parvient à faire traduire et éditer ses textes : d'abord Bolaô, publié en 1953, puis La Sueur des hommes, qui paraît en octobre 1954, sous le titre ...und der Hindin wachsen Klauen,,.
Rentré en France en 1953, il devient assistant réalisateur pour la télévision jusqu'en 1956. Akin est un réalisateur prolifique, qui dirige pas moins de trente-cinq documentaires entre 1959 et 1960, dont Au registre de l'histoire, Chants d'Afrique, L'Afrique brise ses chaînes et L'Afrique danse.

### Exil en Guinée
En janvier 1958, désapprouvant le conservatisme et la modération du gouvernement ivoirien à l'égard de la France, Louis Akin préfère la Guinée du socialiste Sékou Touré, dont le discours souverainiste et indépendantiste emporte son adhésion. Il rejoint bientôt le Comité National pour la Libération de la Côte d'Ivoire, fondé par des nationalistes ivoiriens exilés à Conakry, au lendemain du référendum de septembre 1958. Aux côtés de Harris Memel-Fotê et de Camille Adam Assi, Louis Akin devient un des principaux animateurs de la jeune formation, dont il est désigné secrétaire politique. Le 23 octobre 1959, le Comité fait paraître un manifeste qui a les allures d'un « véritable appel à l'insurrection contre le régime d'Houphouët-Boigny » selon le diplomate français André Lewin,.
Louis Akin aura une importante responsabilité dans la conception de l'idéologie de Sékou Touré, dont il assurera l'impact médiatique et audiovisuel ; en effet, Akin devient, en 1965, directeur général de la régie nationale de cinématographie et de photographie de Guinée. Sa vie bascule cependant en 1969, lorsqu'il se fait arrêter pour complot contre la sûreté de l'État. Déporté au camp Boiro, où l'a précédé Fodéba Kéïta, il y passe sept ans et cinq mois, jusqu'à sa libération en 1978, à l'issue de laquelle il regagne la Côte d'Ivoire.

### Dernières années
Rentré en Côte d'Ivoire, Akin dirige dès 1979 le Ballet National de Côte d'Ivoire, pour lequel il crée six chorégraphies, jusqu'à sa dissolution en 1990, après de nombreuses représentations en Afrique et en Europe. Akin s'est entre-temps essayé à la poésie avec Chant pour Manou, édité à Abidjan en 1983.
Il meurt à Abidjan le 31 mars 2004, à l'âge de 76 ans. Son dernier roman connu, Amah, est publié à titre posthume par les éditions L'Harmattan à Paris, en 2019.

## Œuvre
L'œuvre de Louis Akin, bien que fondatrice des lettres ivoiriennes et africaines francophones, est encore méconnue de la critique et du public. Elle est constituée de trois romans et deux recueils de poésie, ainsi que de nombreux documentaires, longs-métrages et spectacles.

### Romans et récits
- (de) Bolaô  (trad. Tilly Bergner), Berlin, Aufbau-Verläg, 1953, 125 p.
- (de) ..und der Hindin wachsen Klauen [« La Sueur des hommes »]  (trad. Paul Schlicht et Tilly Bergner), Berlin, Verläg-Tribüne, 1954, 231 p.
- Amah ou l'impénétrable destin, Paris, éditions L'Harmattan, 2019, 204 p.

### Poésie
- Chant d'aurore pour Manou, femme-ébène, Abidjan, 1983.
- Palingénésie, Paris, 2014.